# Старокадомский, Михаил Агафангелович
Михаи́л Агафа́нгелович Старокадо́мский (20 октября [10 ноября] 1889, село Устье, Тамбовская губерния — 6 сентября 1973, Люберцы, Московская область) — российский богослов. Доктор богословия (1969). Кандидат географических наук (1948).

## Биография
Родился в семье священника Агафангела Михайловича и его жены Татьяны Яковлевны Старокадомских. В семье вместе с Михаилом росли семеро детей: сёстры Мария и Александра и пять братьев — Григорий, Георгий, Василий и Александр. В 1910 году с отличием окончил Екатеринославскую духовную семинарию, в 1914 году — Киевскую духовную академию со степенью кандидата богословия. В 1942 году заочно окончил географический факультет Московского государственного педагогического института. Кандидат географических наук (1948). Магистр богословия (1962, тема диссертации: «Вера и разум как пути богопознания по творениям церковных писателей первых трёх веков христианства»). Доктор богословия (1969, тема диссертации: «Опыт умозрительного обоснования теизма в трудах профессоров Московской духовной академии»).
Преподавал догматическое богословие и греческий язык в духовно-учебных заведениях Тифлиса, Чернигова, Тамбова. С 1918 года — учитель в средних учебных заведениях города Шацка Рязанской губернии, с 1921 года — Москвы и Подмосковья. Преподавал географию, историю, астрономию.
В 1930—1931 годах — научный сотрудник Государственного океанографического института, работал в составе экспедиции на Мурманском побережье. В 1948—1951 годах преподавал физическое страноведение на географическом факультете Государственного заочного педагогического института. В 1950—1951 годах — заведующий кафедрой географии Московского института усовершенствования учителей. В течение многих лет был членом Российского Палестинского общества АН СССР.
С 1952 года — член редакционной коллегии «Журнала Московской Патриархии». С 1957 года — преподаватель Московской духовной академии по кафедре патрологии. С 1962 года — профессор. Был членом Учебного комитета при Св. Синоде. Награждён орденами Ленина, Трудового Красного Знамени, св. Владимира II степени (церковным).
Свободно владел немецким, английским, итальянским языками, в подлиннике читал труды основных мировых философов. При этом был человеком, укоренённым в Православии.
Член редакционной коллегии сборника «Богословские труды».

## Некоторые труды
- Святой Игнатий Богоносец // Журнал Московской Патриархии. — 1952. — № 5.
- Учитель Церкви Климент Александрийский // Журнал Московской Патриархии. — 1952. — № 7.
- Женщина-христианка в церковном служении и в семейной жизни в эпоху древней Церкви // Журнал Московской Патриархии. — 1953. — № 3.
- Христос Спаситель — Воплотившееся Слово Божие // Журнал Московской Патриархии. — 1953. — № 4.
- Святой апостол Павел в Афинах // Журнал Московской Патриархии. — 1953. — № 6.
- Почитание святых икон в свете постановлений VII Вселенского Собора // Журнал Московской Патриархии. — 1956. — № 11.
- Епископ Порфирий Успенский // Журнал Московской Патриархии. — 1957. — № 8.
- О культурно-просветительной деятельности Русского палестинского общества на Ближнем Востоке // Палестинский сборник. — 1965. — Вып. 13 (76). — М., Л.: Наука, 1965. — С. 130—179.
- Неоплатонизм и христианство // Богословские труды. — М., 1974. — № 12.